# Ред-Бей
Ред-Бей — рыбацкая деревня на полуострове Лабрадор провинции Ньюфаундленд и Лабрадор, северо-восточная Канада. В период с середины XVI по начало XVII века основным населением деревни были баскские сезонные мигранты, занимавшиеся китобойным промыслом. В июне 2013 года деревня была признана объектом Всемирного наследия ЮНЕСКО.
Ред-Бей расположен недалеко от прибрежной естественной гавани и носит своё название в честь неё и красных гранитных скал в этой местности (название буквально переводится как «Красная бухта»). В заливе расположены два небольших острова, также использовавшихся ранее как гавани. Современная деревня имеет площадь 1,56 км², её население по состоянию на 2006 года составляет 227 жителей.
С 30-х годов XVI века Ред-Бей, носивший тогда баскское название «Balea Baya» («китовая бухта»), был центром баскского китобойного промысла. Каждое лето (сезон охоты) из южной Франции и северной Испании отплывало на приблизительно 15 китобойных судах порядка 600 баскских моряков, занимавшихся поиском и охотой на южных и гренландских китов в заливе Белл-Айл, отделяющем остров Ньюфаундленд от полуострова Лабрадор. Добыча ворвани осуществлялась прямо здесь, после чего на кораблях она доставлялась в Европу. Остатки поселения включают временные жилища, кости китов, оборудование для добычи ворвани, кладбище ряда судов, затонувших здесь в течение многих лет, и в настоящее время используются в качестве туристической достопримечательности, самым известным элементом которых является «Сан-Хуан», затонувший примерно в 1565 году. В начале XVII века деревня была заброшена — вероятно, связано с уменьшением поголовья китов. Во время Второй мировой войны деревня служила в качестве естественной гавани для кораблей военно-морских сил антигитлеровской коалиции.